# Valentina Cester
Pour les articles homonymes, voir Cester.
Valentina Cester (née le 29 mars 1988 à San Donà di Piave) est une joueuse italienne de volley-ball. Elle mesure 1,86 m et joue au poste de réceptionneuse-attaquante. 

## Clubs
| Club                      | Pays   | De        | À         |
| ------------------------- | ------ | --------- | --------- |
| Volley Bergamo            | Italie | 2001-2002 | 2004-2005 |
| Esperia Cremona Pallavolo | Italie | 2005-2006 | 2005-2006 |
| Sanitars Flero            | Italie | 2008-2009 | 2010-2011 |
| Cuatto Giaveno Volley     | Italie | 2011-2012 | 2011-2012 |
| Alta Valsugana Volley     | Italie | 2012-2013 | 2012-2013 |
| Pallavolo Fiorenzuola     | Italie | 2013-2014 | …         |